# Přírodní park Kladecko
Přírodní park Kladecko byl v roce 1990 vyhlášen klidovou oblastí, kterou najdete v okolí obce Kladky. Mimo jiné zahrnuje přírodní rezervace Průchodnice a Rudka, a přírodní památky Skalky, Taramka, U nádrže a Na Kozénku. Na mnoha místech se vyskytují ohrožené a vzácné druhy rostlin a živočichů. Nectavským údolím sice vede silnice i železnice, ale obce na Kladecku mají stále svůj původní vrchovinný ráz a krajina není zasažena chatovou zástavbou. Nejvyšším místem parku jsou Zahálkovy skalky (610 m) u Kladek.
Z minulosti je zde doložena stará obchodní cesta kolem Romže, což byla významná spojnice mezi Hanou a Malou Hanou. Zvláštním fenoménem jsou zaniklé středověké osady, o nichž existuje jen málo historických zpráv. Jednou z nich je například osada Otín, která se podle pověsti propadla.
V regionu se rovněž dolovala železná ruda (hematit). Nejvýnosnější byly šachty sv. Trojice, sv. Kryštofa, sv. Bernarda a sv. Jana Nepomuckého. V Nectavském údolí byla v blízkosti třetího mlýna postavena vysoká pec. K tavení rudy se používalo dřevěné uhlí. Potok Nectávka měl ale v létě málo vody a v zimě zamrzal. Protože k pohonu zařízení bylo třeba množství vody, byla pec v provozu sotva pět měsíců v roce. V roce 1729 byl provoz zastaven. V Roudných lze stále nalézt značné kusy železné rudy, která často obsahuje i červený jaspis. V polovině 19. století byla otevřena šachta ve Volší, odkud se ruda vozila potahy do Vranové nebo do Blanska.

## Naučná stezka
Naučná stezka Přírodního parku Kladecko začíná u obce Šubířov, přibližuje se k obcím Kladky, Ludmírov, Dzbel a končí u zámku v Jesenci. Prochází jihozápadní částí přírodního parku, který je součástí Zábřežské vrchoviny. Stezka je dlouhá asi 8 km a lze ji beze spěchu projít za tři hodiny. Při procházení stezky narazíte i na údolí říčky Bělé. V této oblasti se vyskytuje mnoho vzácných rostlin i živočichů. Např. orchideje, upolíny a mnoho druhů chráněných ostřic. Nedaleko těchto krás stojí i hotel Upolín, který je ale zpustlý. Pod hotelem se nachází rybník, který je domovem různých druhů živočichů. Na okrajích roste orobinec širolistý. Na cestu se můžete vydat buď ze železniční zastávky Šubířov v Nectavském údolí nebo v Jesenci.
- Kladky - Obec Kladky se původně (německy) jmenovala Roma. Název Kladky je množné číslo od slova kladka = malá kláda. Osada vznikla na místě, kde byly káceny malé klády. K nejstarším dochovaným obydlím patří mlýn rodiny Konečných na Bělé z druhé poloviny 16. století.

## Fotogalerie

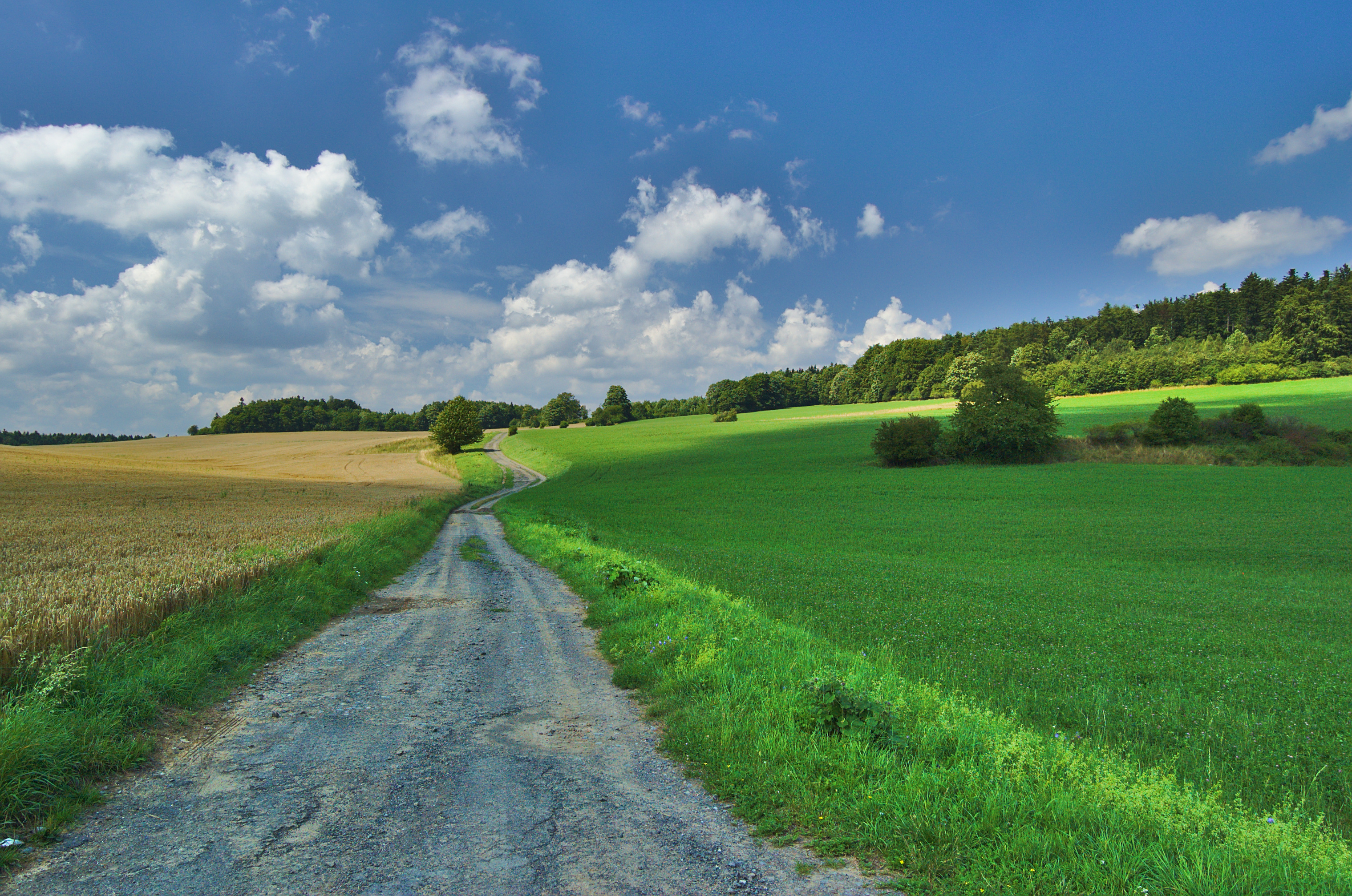
Přírodní park
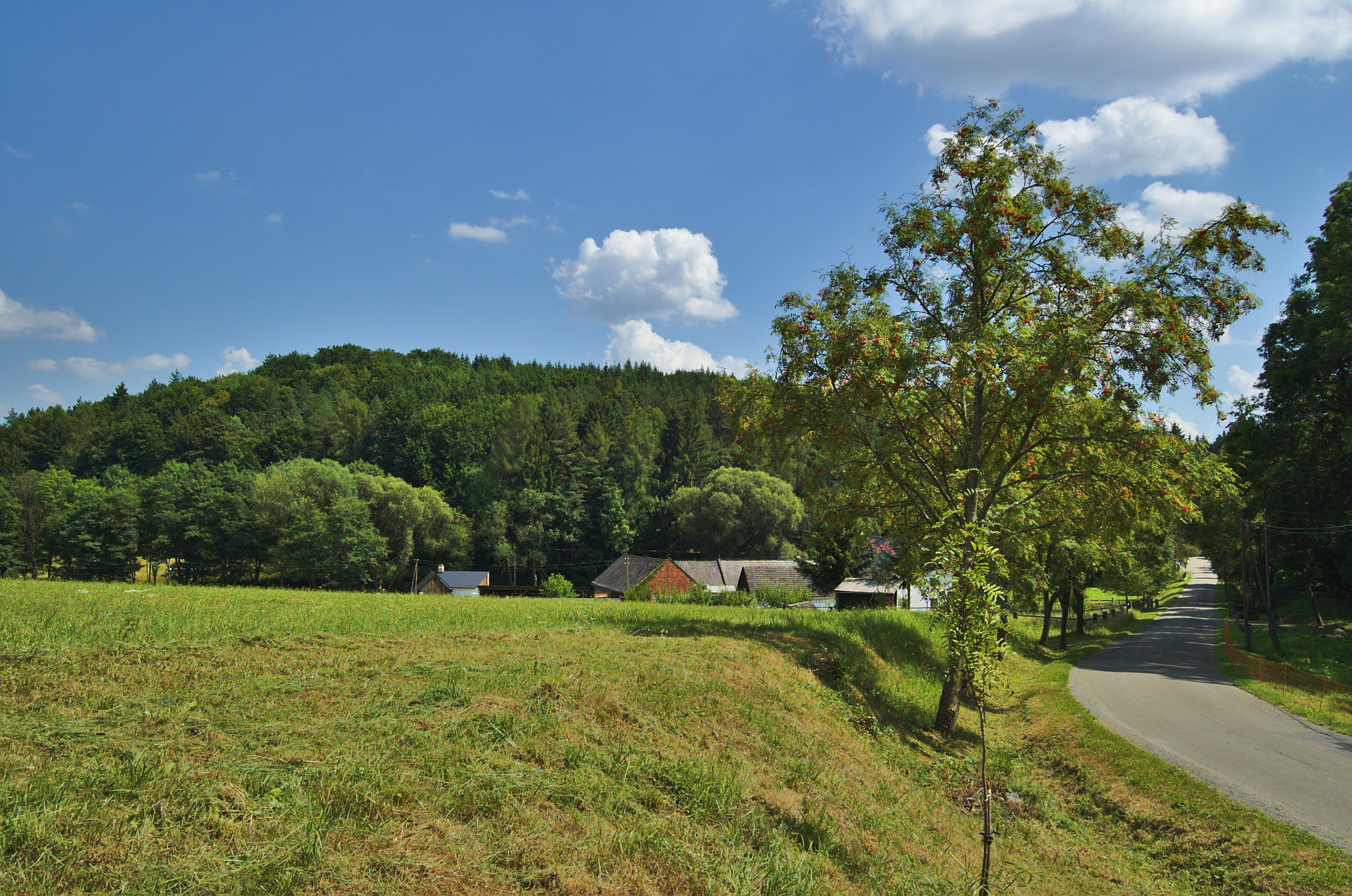
Taramka
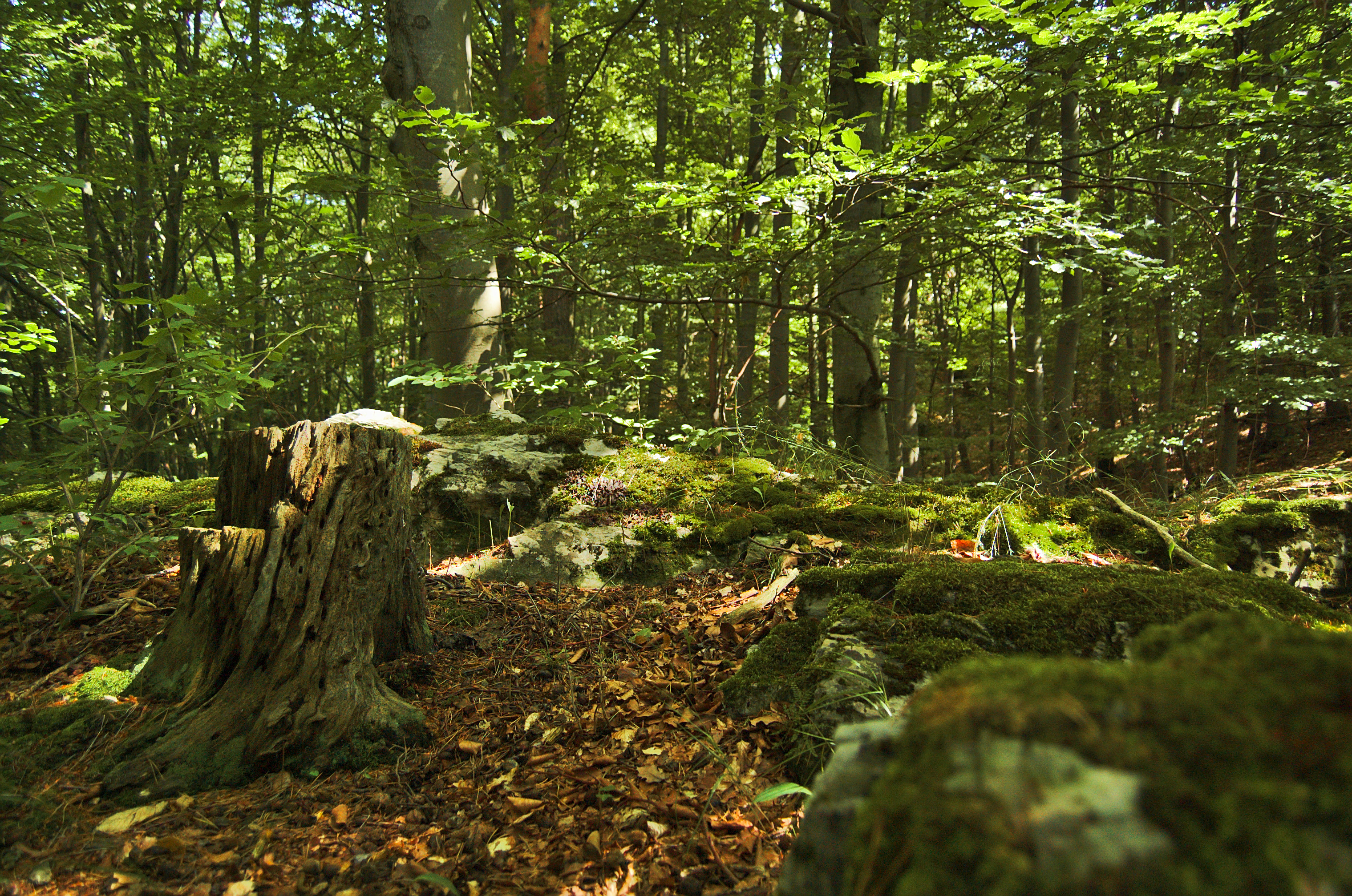
Taramka
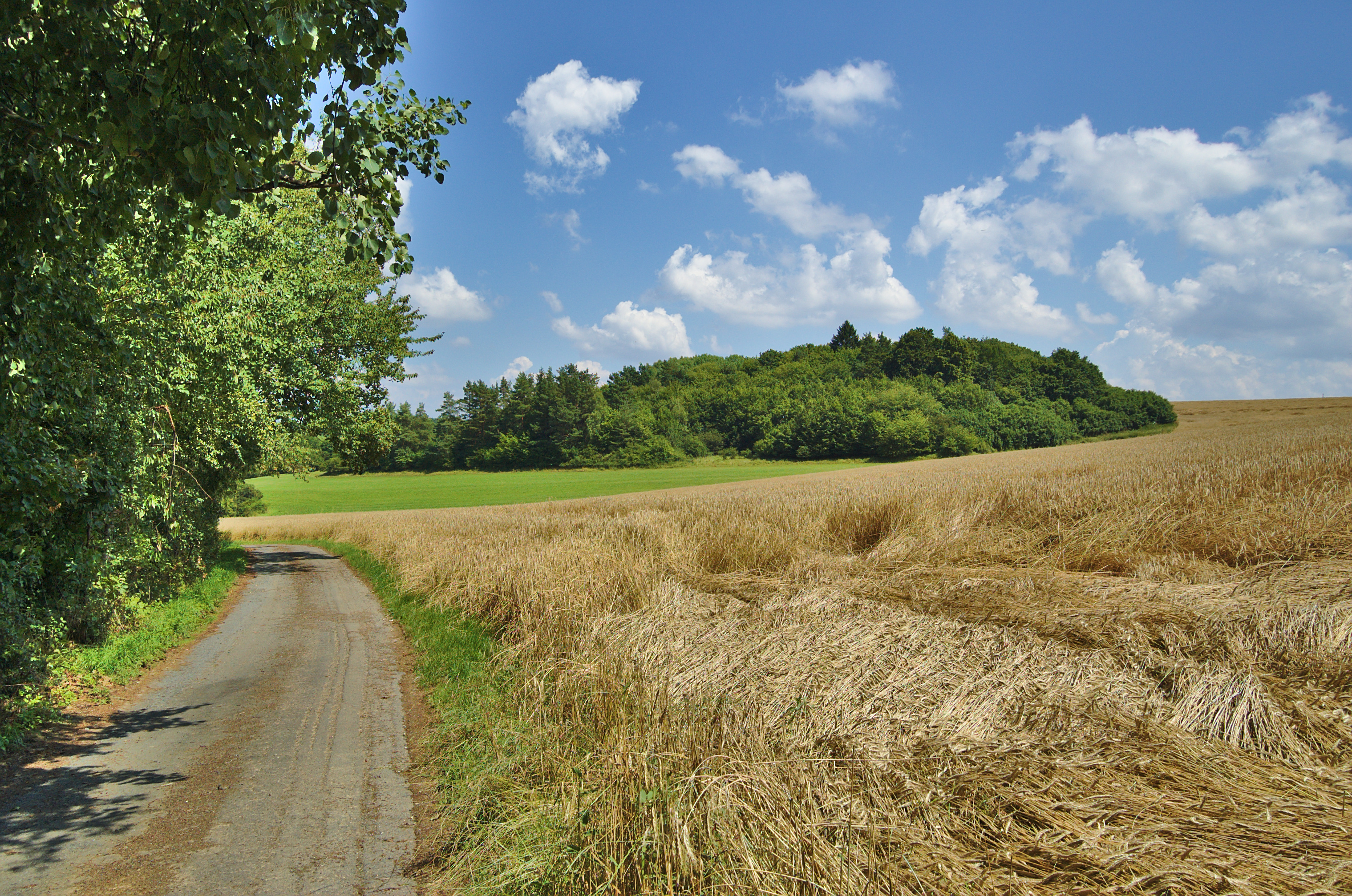
Skalky
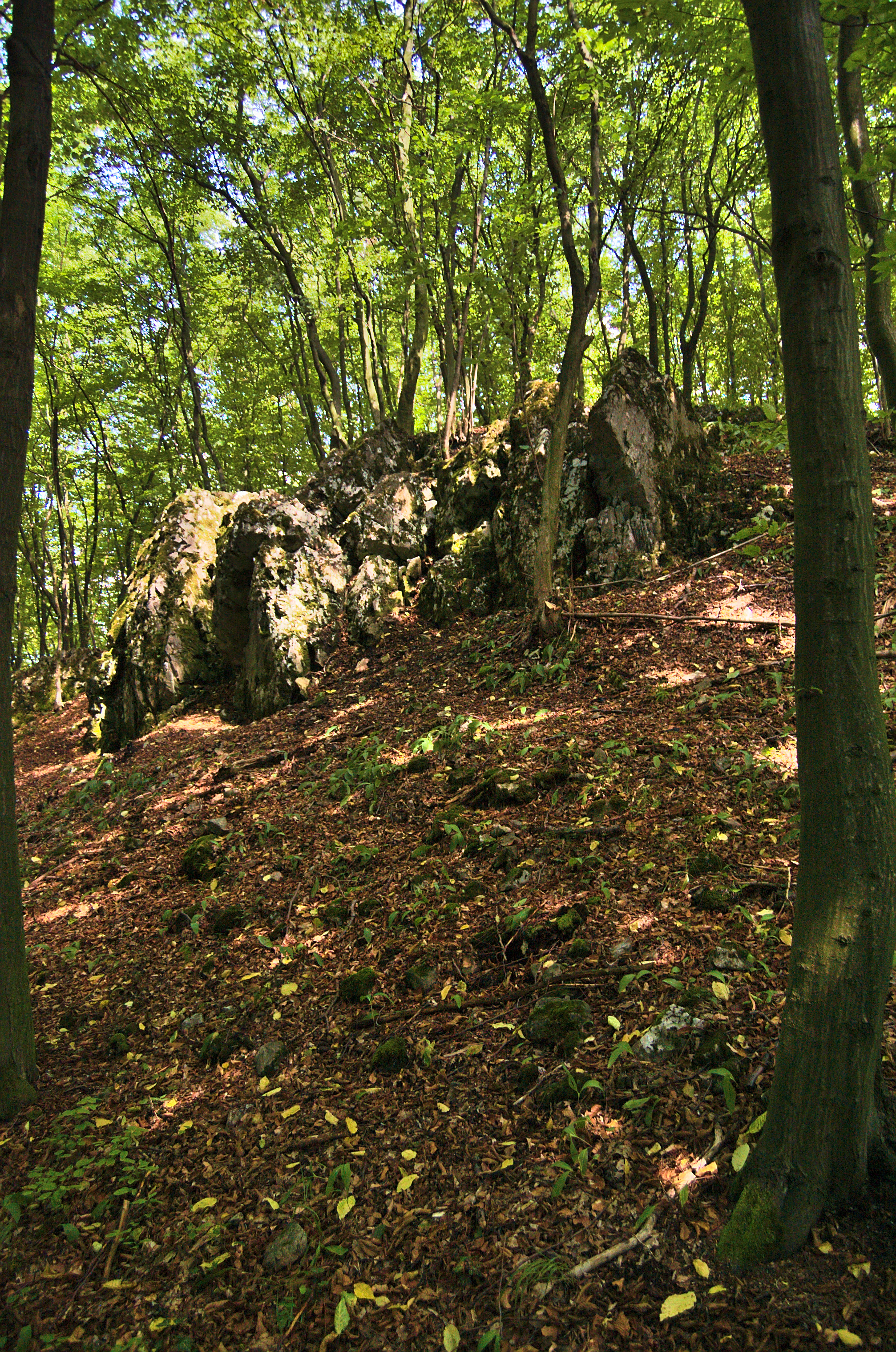
Skalky
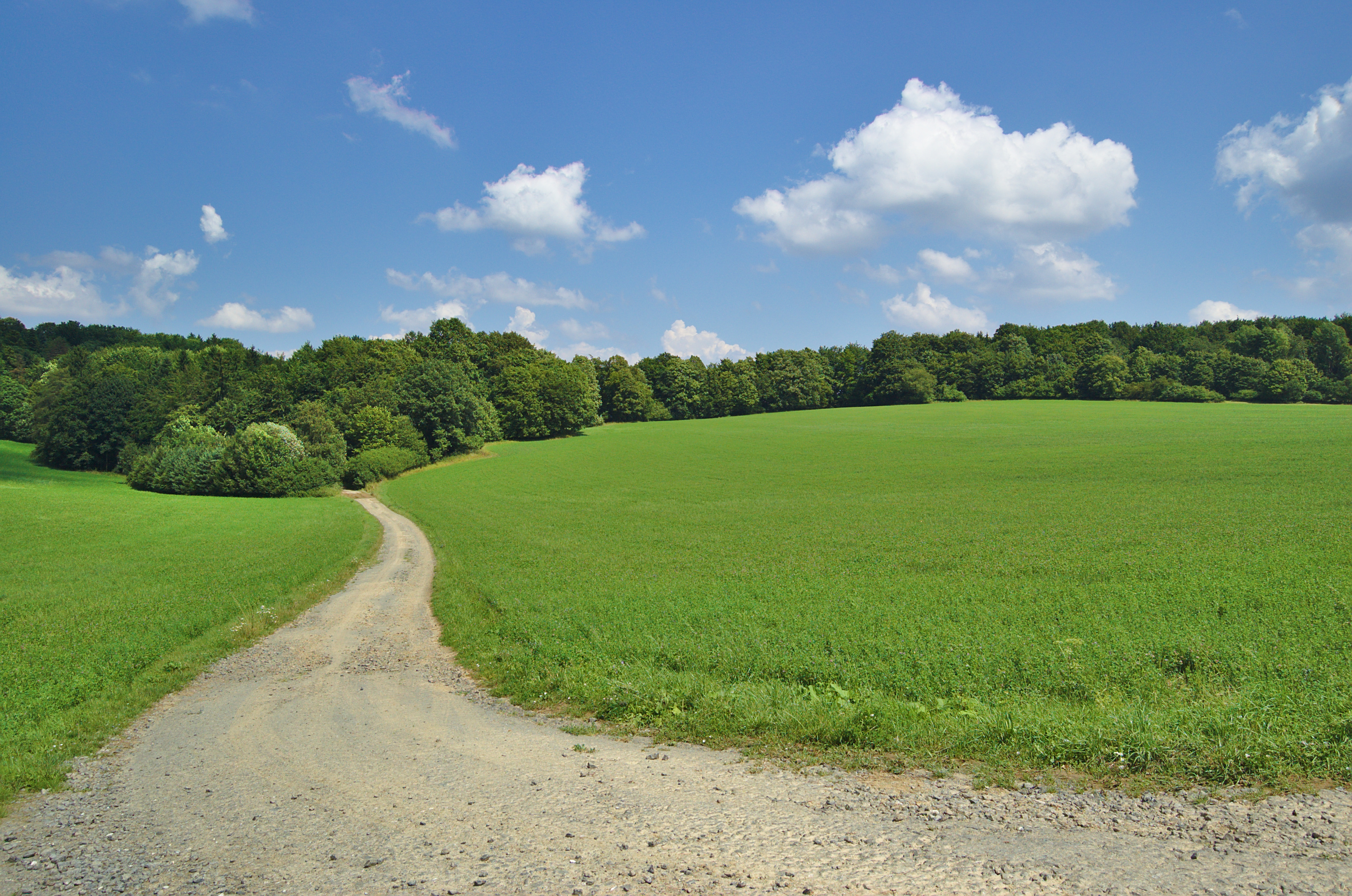
Rudka
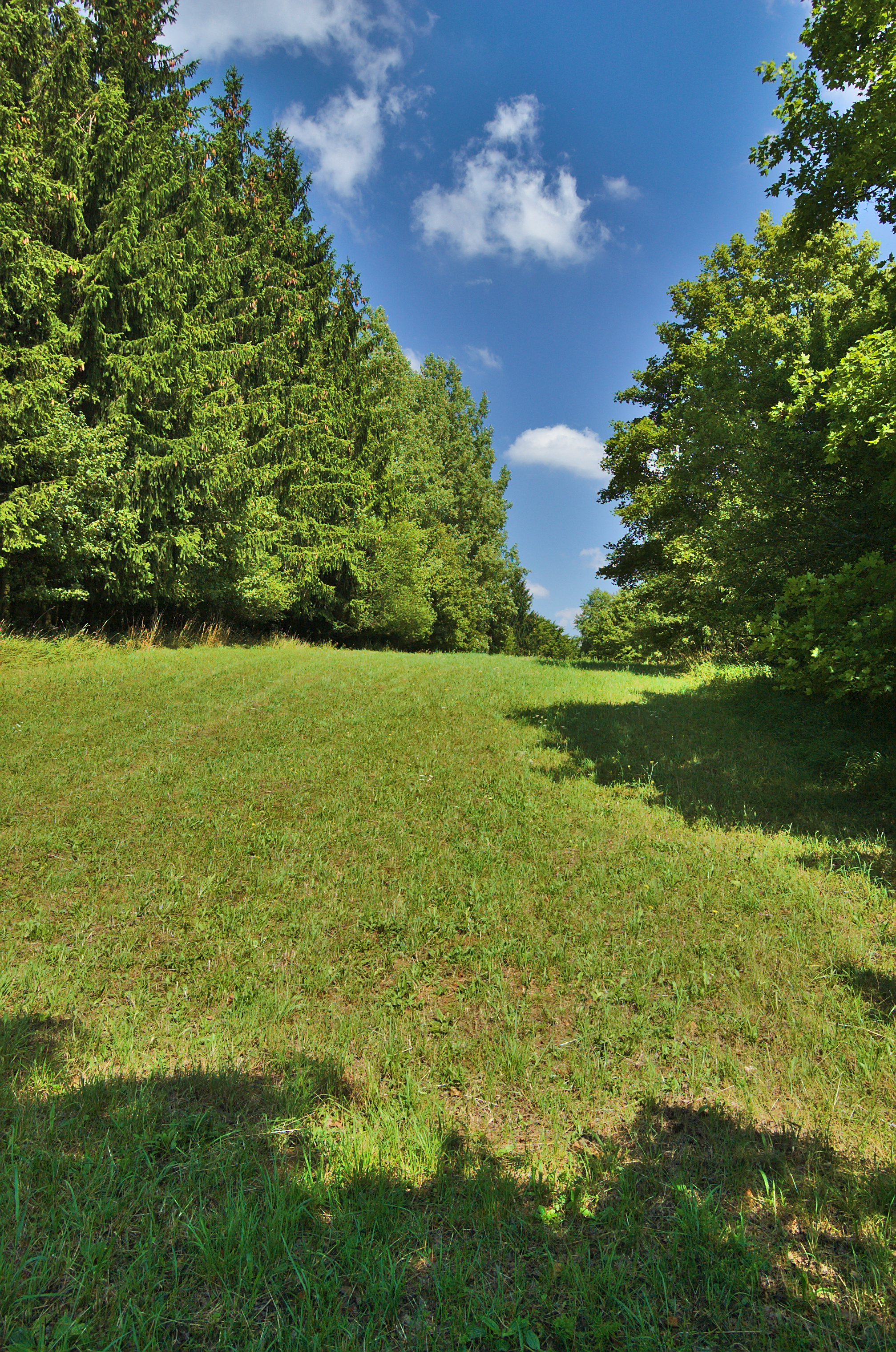
Rudka
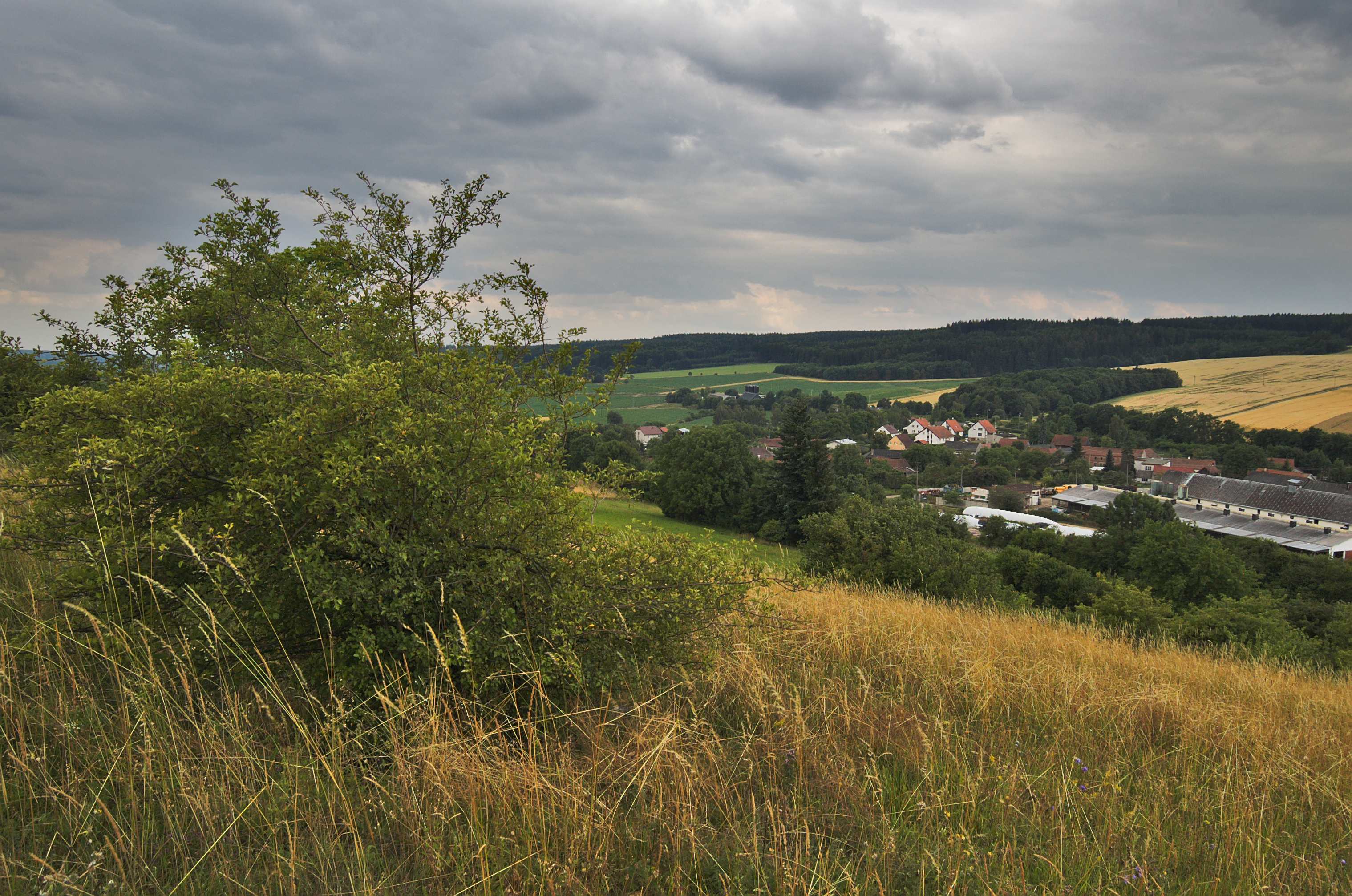
Na Kozénku
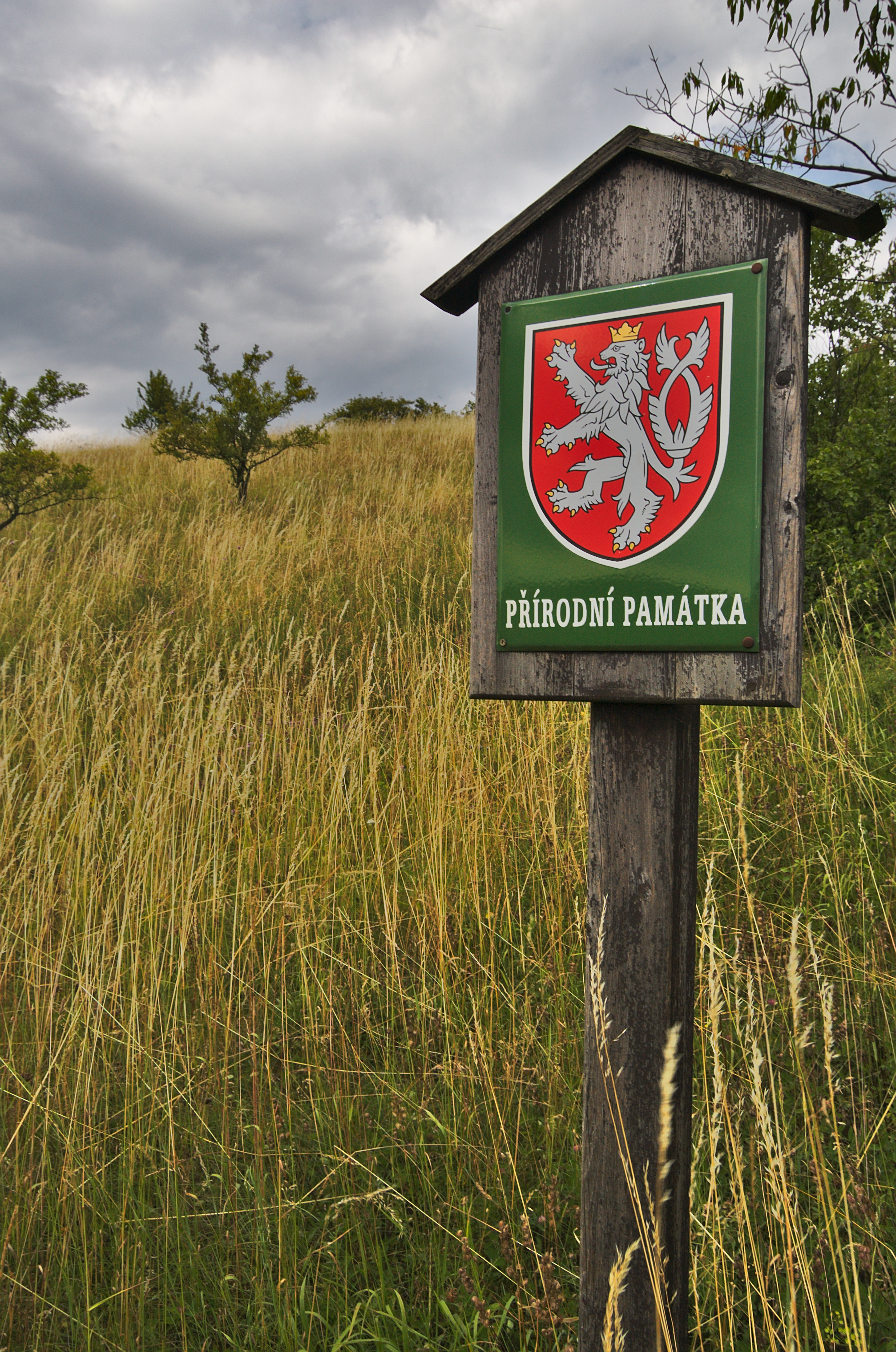
Na Kozénku
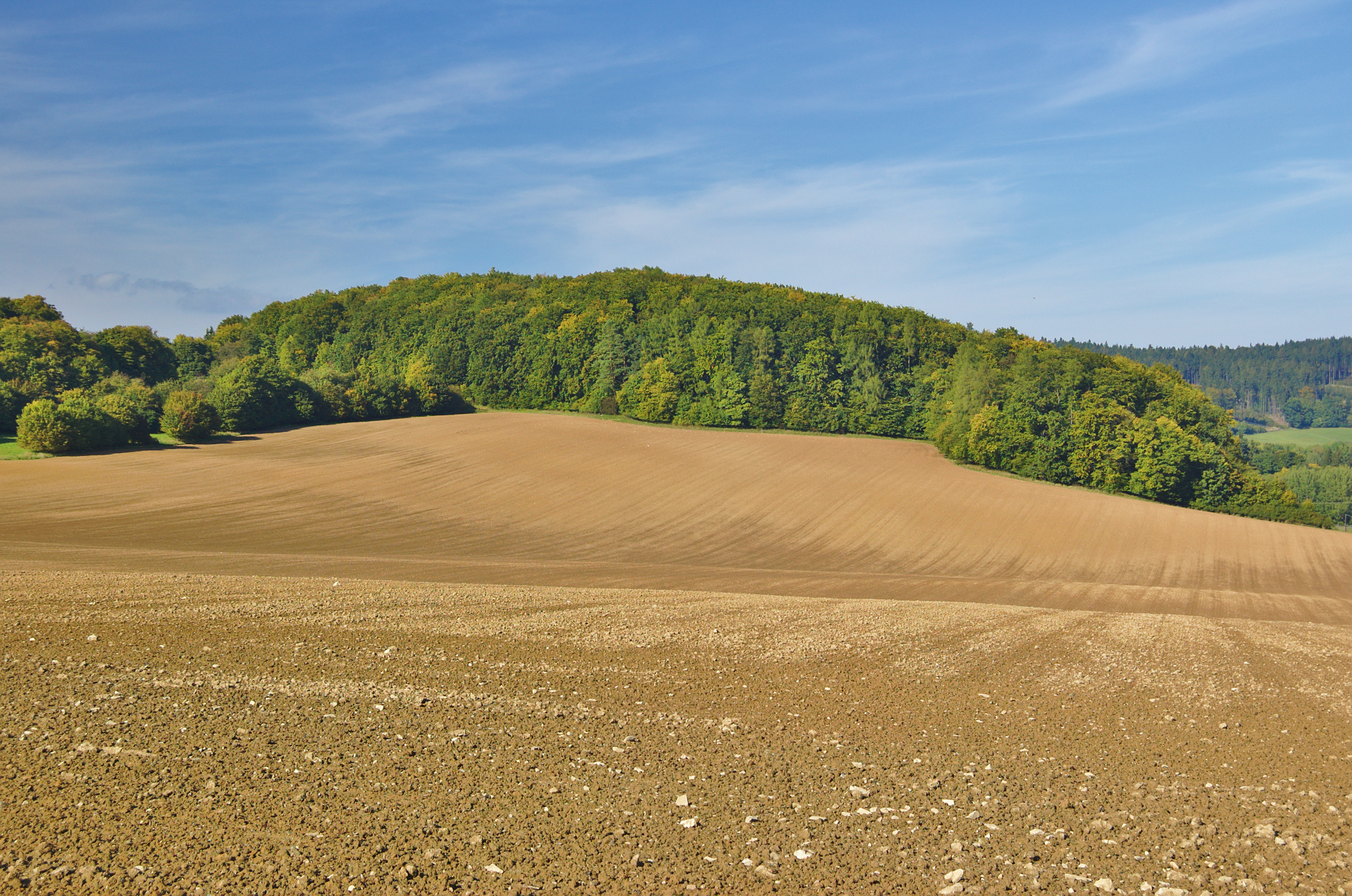
Průchodnice
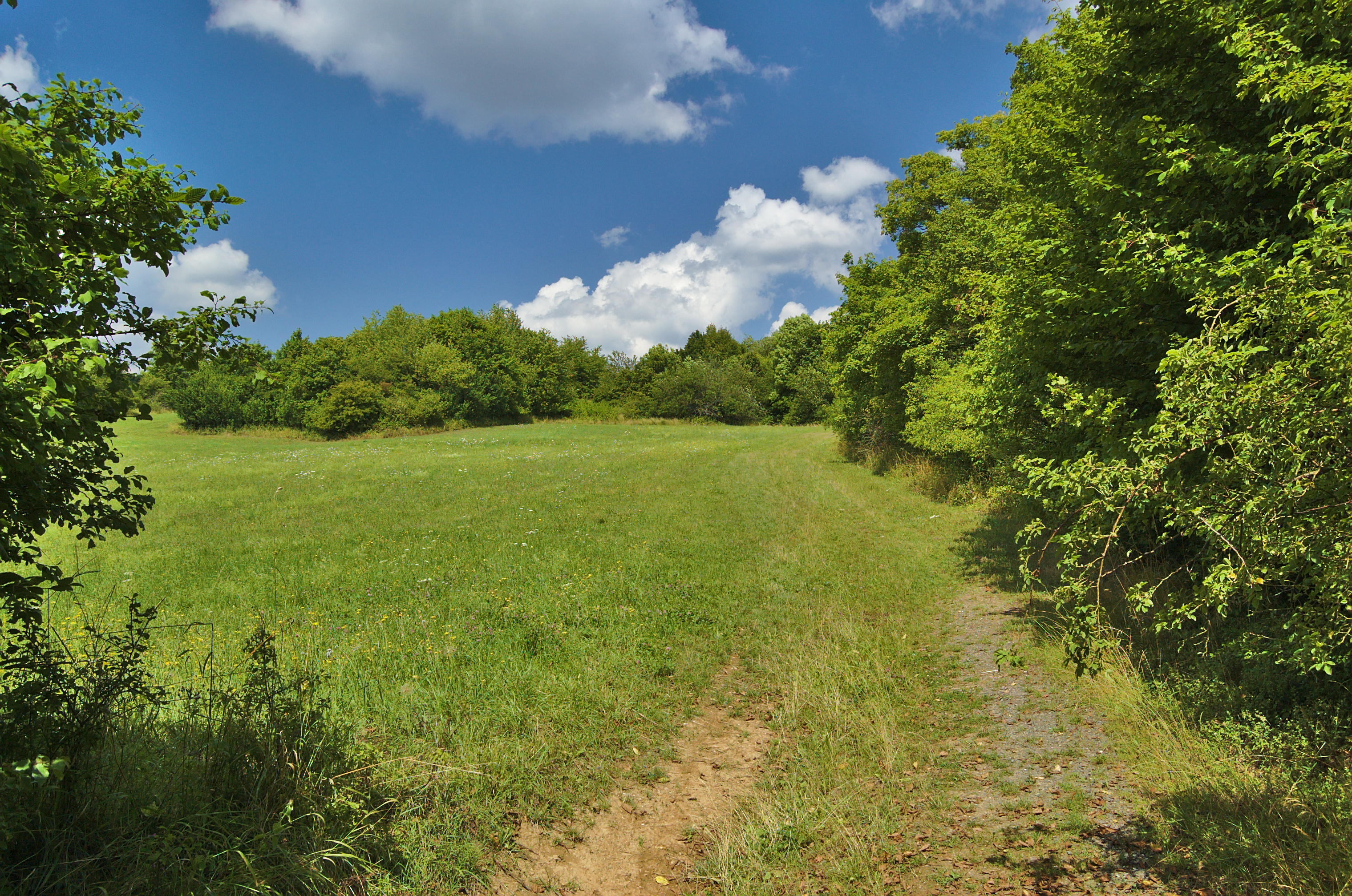
Průchodnice
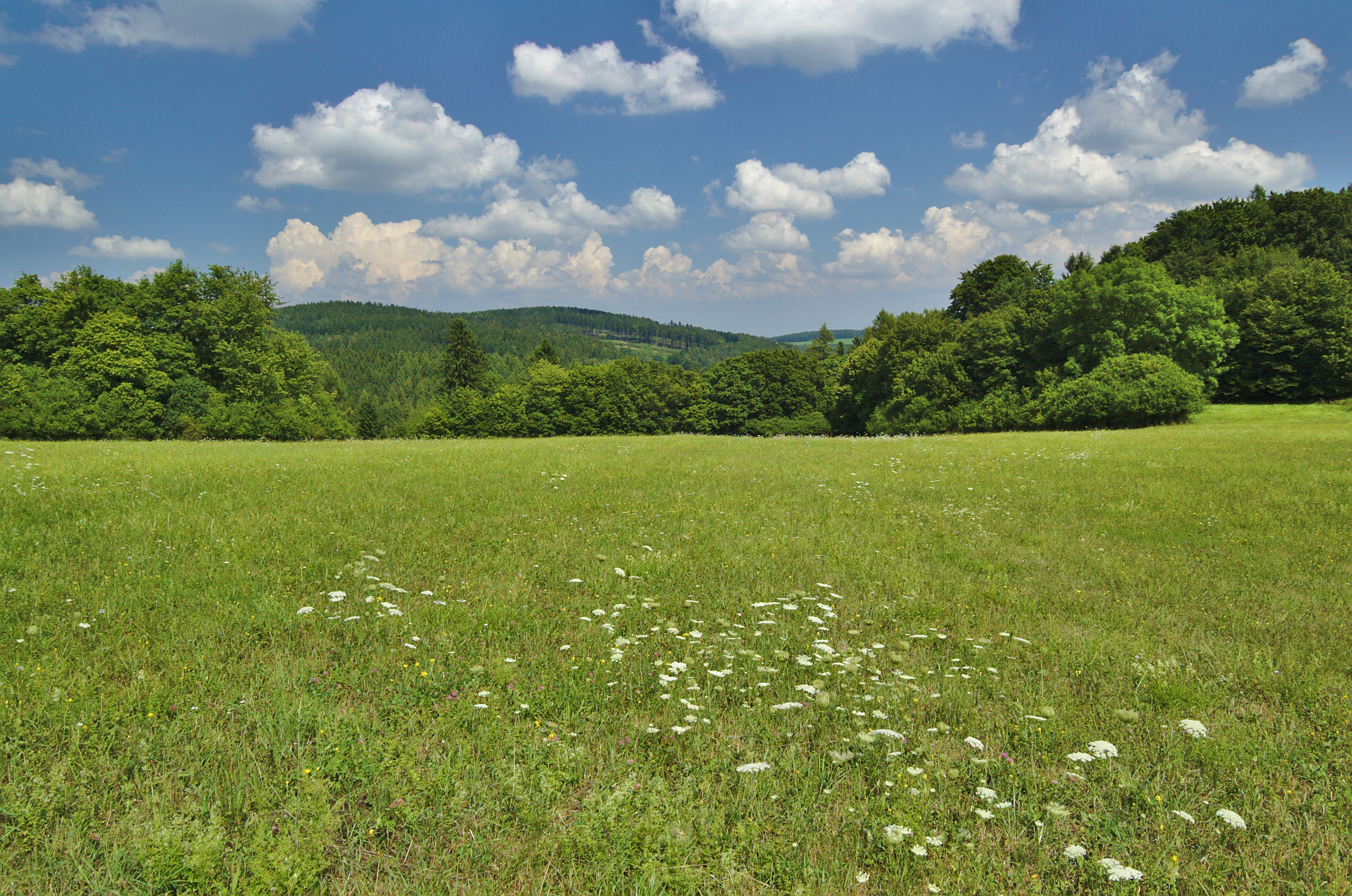
Průchodnice
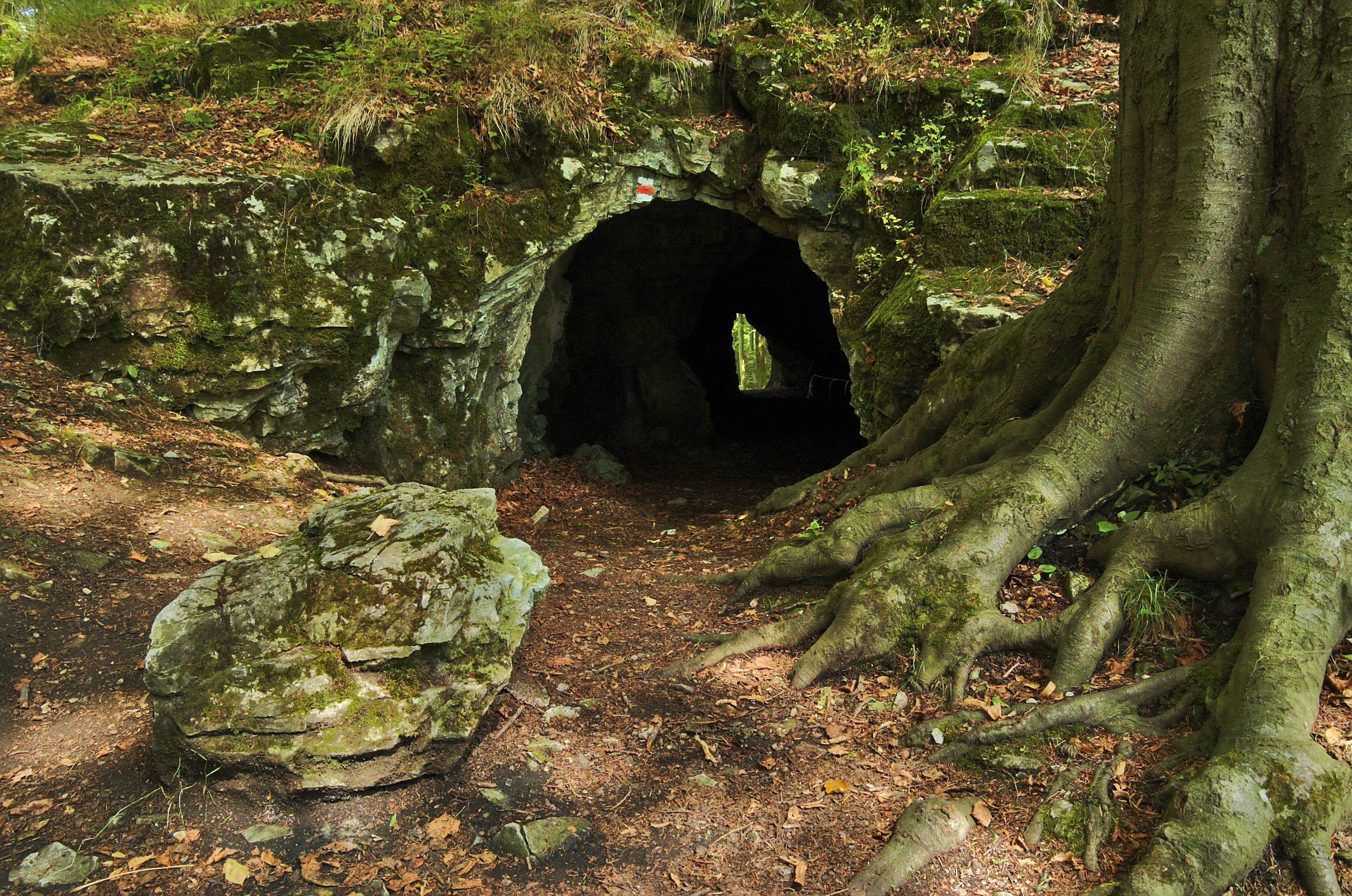
Průchodnice
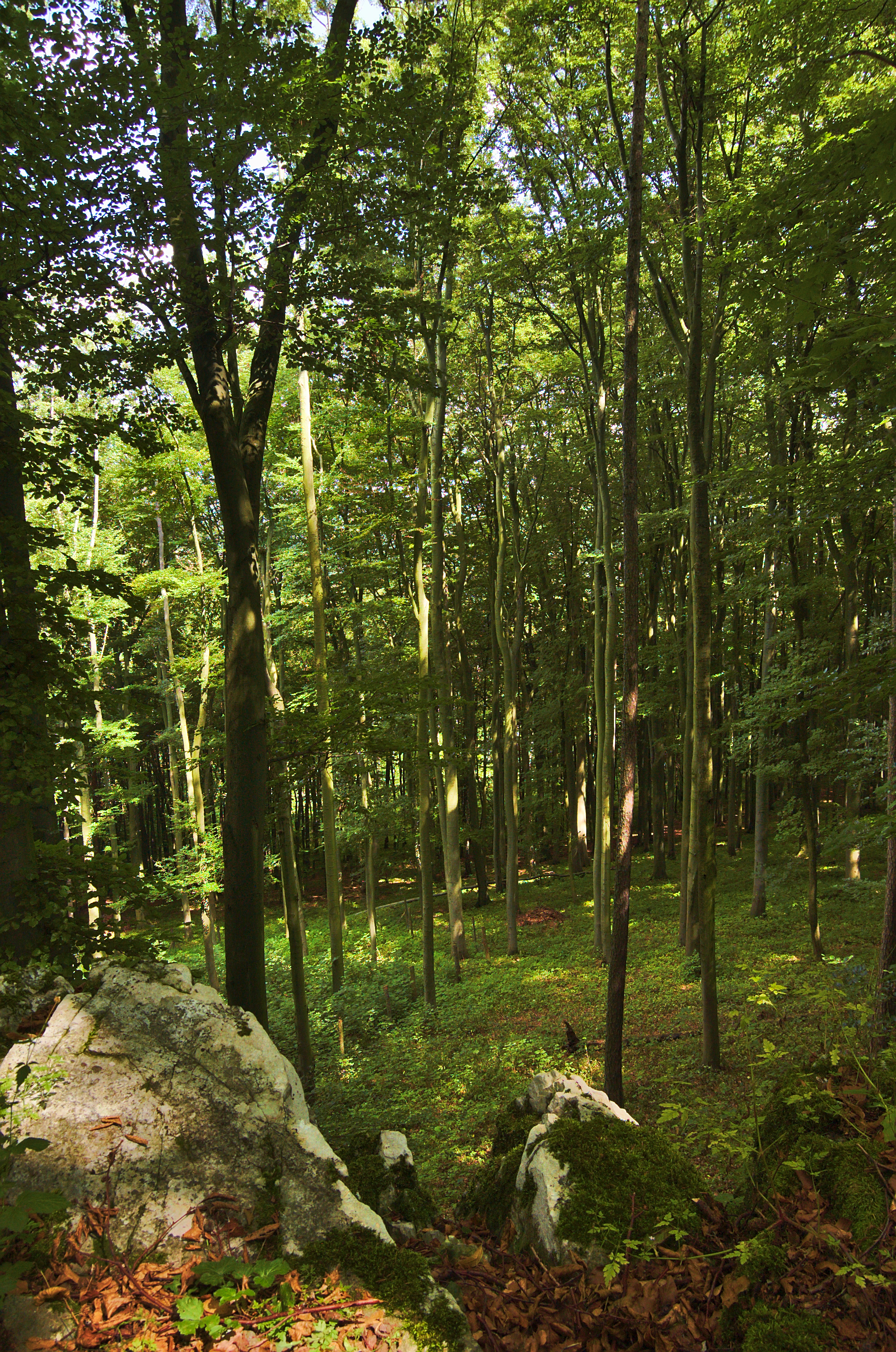
Průchodnice